# Ben Jipcho
Ben Jipcho, född 1 mars 1943 i Mount Elgon, Kenya, död 24 juli 2020 i Eldoret, Kenya, var en kenyansk friidrottare inom hinderlöpning.
Han tog OS-silver på 3 000 meter hinder vid friidrottstävlingarna 1972 i München.